# La Godefroy
Pour les articles homonymes, voir Godefroy.
La Godefroy est une commune française, située dans le département de la Manche en région Normandie, peuplée de 295 habitants.

## Géographie
La commune est au cœur de l'Avranchin. Son bourg est à 5 km à l'est d'Avranches et à 12 km à l'ouest de Brécey.
| Saint-Brice                 | Saint-Brice, Tirepied-sur-Sée | Tirepied-sur-Sée |
| Saint-Senier-sous-Avranches | La Godefroy                   | Saint-Ovin       |
| Saint-Senier-sous-Avranches | Saint-Senier-sous-Avranches   | Saint-Ovin       |

### Hydrographie
La commune est située dans le bassin Seine-Normandie. Elle est drainée par le ruisseau de la Palorette,.

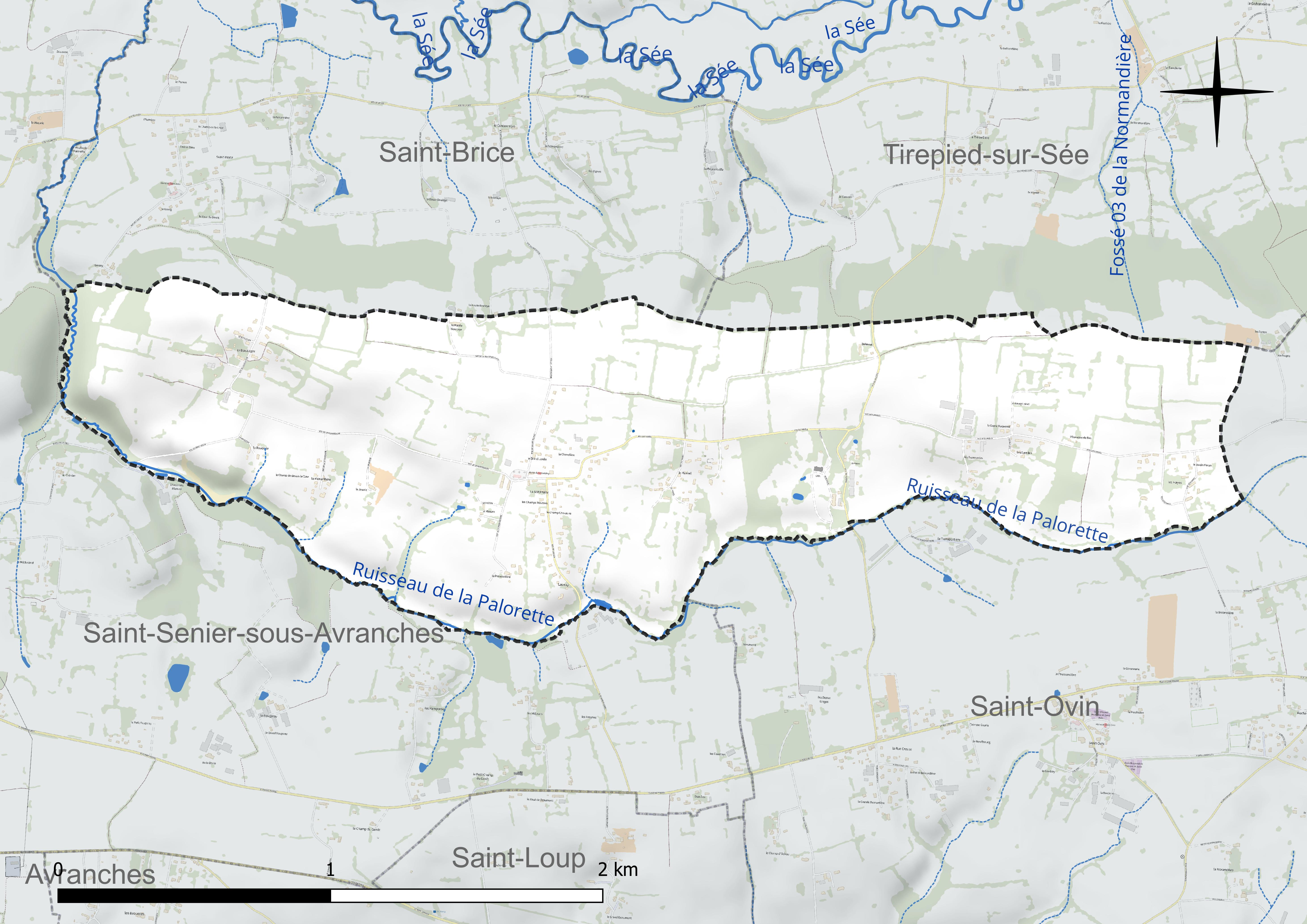
Réseau hydrographique de la La Godefroy.

### Climat
Pour des articles plus généraux, voir Climat de la Normandie et Climat de la Manche.
En 2010, le climat de la commune est de type climat océanique franc, selon une étude du CNRS s'appuyant sur une série de données couvrant la période 1971-2000. En 2020, Météo-France publie une typologie des climats de la France métropolitaine dans laquelle la commune est exposée à un climat océanique et est dans la région climatique  Bretagne orientale et méridionale, Pays nantais, Vendée, caractérisée par une faible pluviométrie en été et une bonne insolation. Parallèlement le GIEC normand, un groupe régional d’experts sur le climat, différencie quant à lui, dans une étude de 2020, trois grands types de climats pour la région Normandie, nuancés à une échelle plus fine par les facteurs géographiques locaux. La commune est, selon ce zonage, exposée à un « climat maritime », correspondant au Cotentin et à l'ouest du département de la Manche, frais, humide et pluvieux, où les contrastes pluviométrique et thermique sont parfois très prononcés en quelques kilomètres quand le relief est marqué.
Pour la période 1971-2000, la température annuelle moyenne est de 10,7 °C, avec une amplitude thermique annuelle de 12,3 °C. Le cumul annuel moyen de précipitations est de 1 005 mm, avec 14,6 jours de précipitations en janvier et 9,5 jours en juillet. Pour la période 1991-2020, la température moyenne annuelle observée sur la station météorologique la plus proche, située sur la commune de Saint-Hilaire-du-Harcouët à 19 km à vol d'oiseau, est de 11,5 °C et le cumul annuel moyen de précipitations est de 929,5 mm,. Pour l'avenir, les paramètres climatiques de la commune estimés pour 2050 selon différents scénarios d’émission de gaz à effet de serre sont consultables sur un site dédié publié par Météo-France en novembre 2022.

## Urbanisme

### Typologie
Au 1er janvier 2024, La Godefroy est catégorisée commune rurale à habitat dispersé, selon la nouvelle grille communale de densité à sept niveaux définie par l'Insee en 2022.
Elle est située hors unité urbaine. Par ailleurs la commune fait partie de l'aire d'attraction d'Avranches, dont elle est une commune de la couronne,. Cette aire, qui regroupe 32 communes, est catégorisée dans les aires de moins de 50 000 habitants,.

### Occupation des sols
L'occupation des sols de la commune, telle qu'elle ressort de la base de données européenne d’occupation biophysique des sols Corine Land Cover (CLC), est marquée par l'importance des territoires agricoles (97,8 % en 2018), une proportion identique à celle de 1990 (97,8 %). La répartition détaillée en 2018 est la suivante : zones agricoles hétérogènes (53 %), prairies (44,8 %), forêts (2,2 %). L'évolution de l’occupation des sols de la commune et de ses infrastructures peut être observée sur les différentes représentations cartographiques du territoire : la carte de Cassini (XVIIIe siècle), la carte d'état-major (1820-1866) et les cartes ou photos aériennes de l'IGN pour la période actuelle (1950 à aujourd'hui).

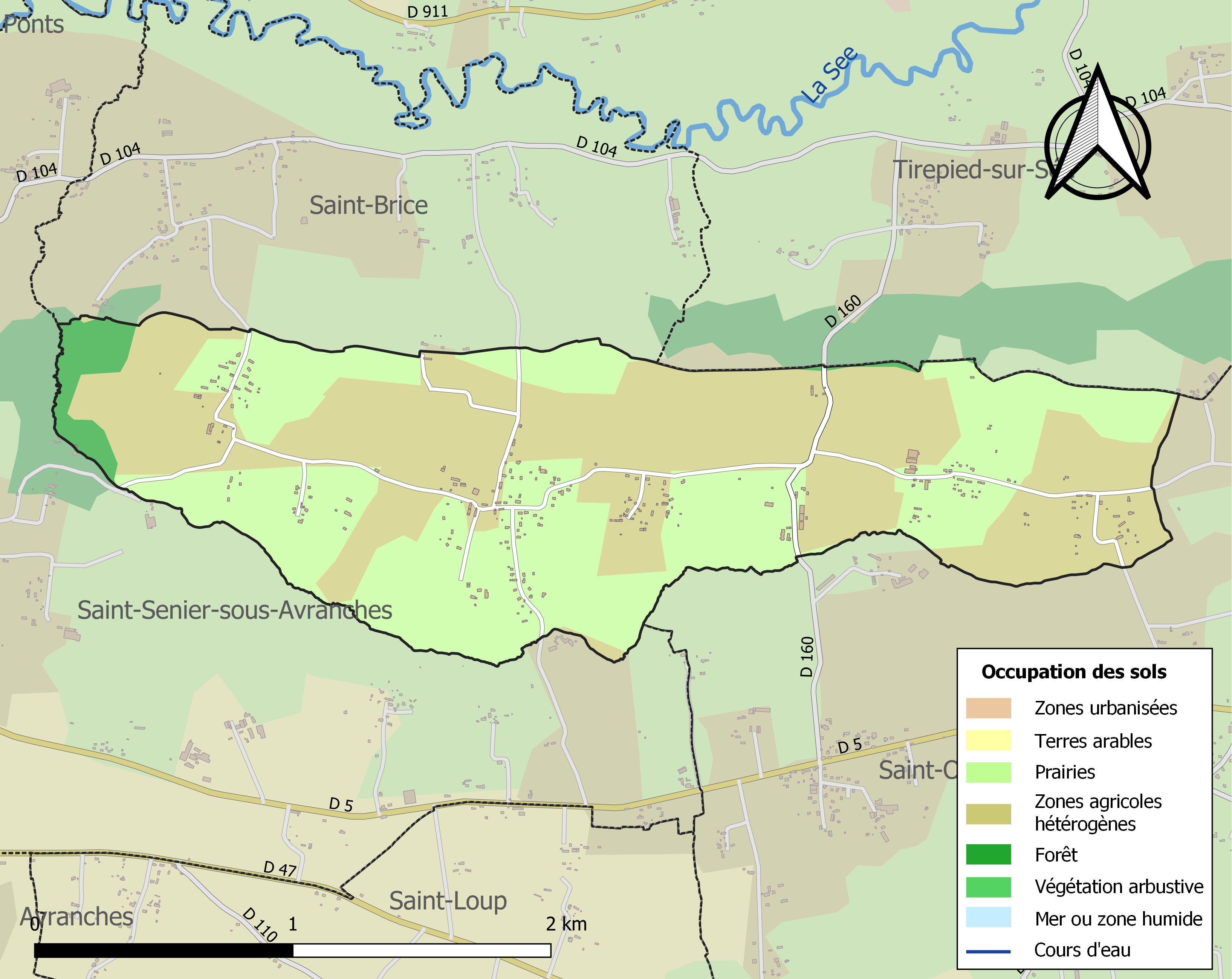
Carte des infrastructures et de l'occupation des sols de la commune en 2018 (CLC).

## Toponymie
Le nom de la localité est attesté sous les formes Godefrida la Roque vers 1312, Godefrida en 1369 et 1370.
Le toponyme serait issu de l'anthroponyme germanique Godefrid.
Notons le bref emploi de l'appellation La Godefroy-la-Roque, attestée sous la forme semi-latinisée Godefrida la Roque vers 1312. Le déterminant fait sans doute référence à un ancien lieu-dit aujourd'hui disparu, la Roque, désignant autrefois un « château fort », généralement construit sur une hauteur.
Le gentilé est Godefroyen.

## Histoire
En 1316, Jean Tesson, curé de La Godefroy disputa face à Jean de La Mouche l'épiscopat d'Avranches, que la cour de Rome attribua au second.
Lors de la bataille de Normandie, le 31 juillet 1944, un avion s'abat sur l'église paroissiale.

## Politique et administration
| Période                                  | Période      | Identité            | Étiquette | Qualité            |
| ---------------------------------------- | ------------ | ------------------- | --------- | ------------------ |
| 1938                                     | 1953         | François Richard    |           |                    |
| 1954                                     | 1989         | René Brault         |           |                    |
| 1989                                     | 1995         | Gérard Autin        |           | Préposé à La Poste |
| 1995                                     | mars 2001    | Bernadette Grelé    |           |                    |
| mars 2001                                | juillet 2020 | Gérard Autin        |           | Préposé à La Poste |
| juillet 2020                             | En cours     | Brigitte Petitcolin | SE        | Retraitée          |
| Les données manquantes sont à compléter. |              |                     |           |                    |

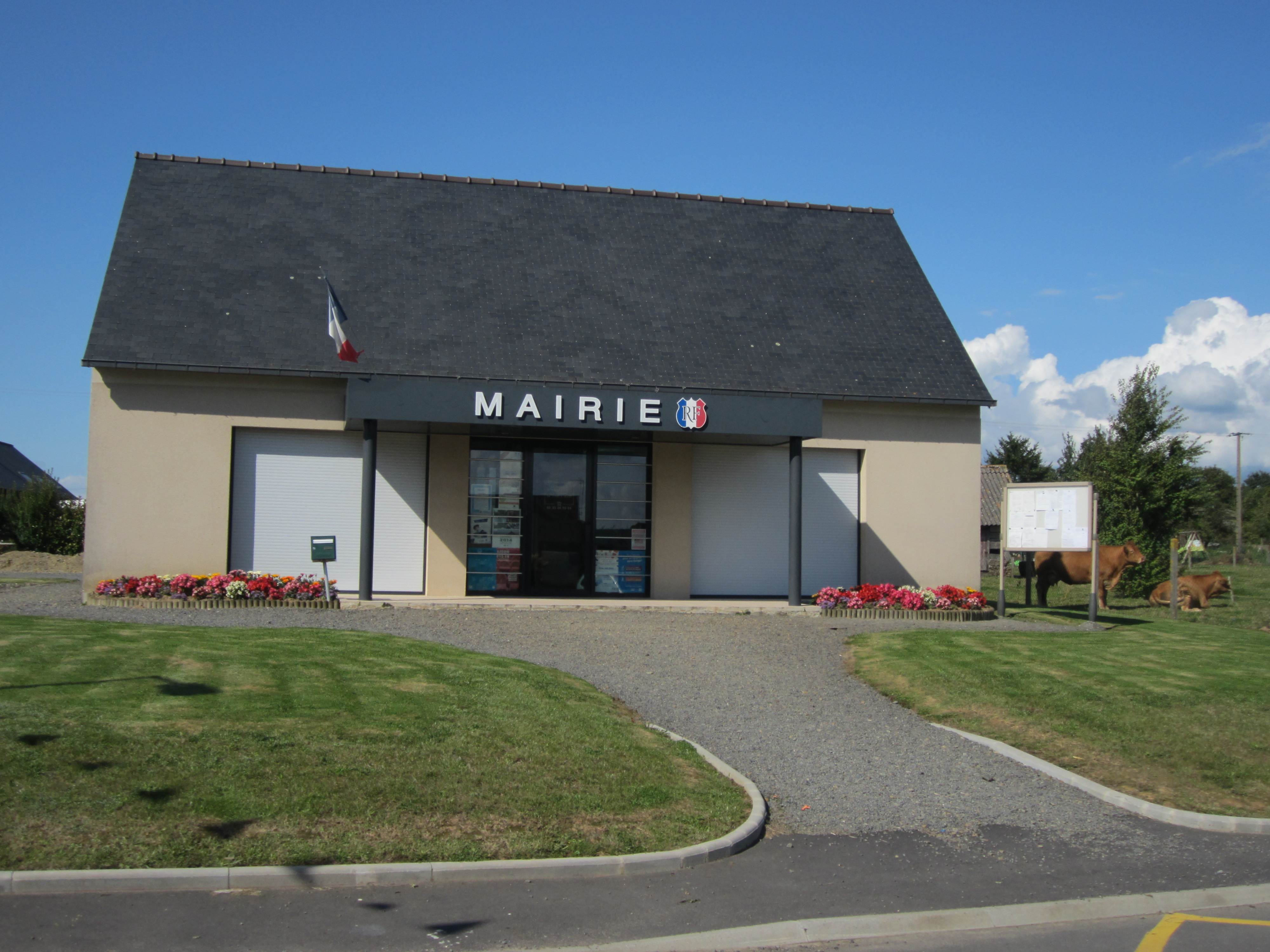
La mairie.

Le conseil municipal est composé de onze membres dont le maire et deux adjoints.

## Démographie
L'évolution du nombre d'habitants est connue à travers les recensements de la population effectués dans la commune depuis 1793. Pour les communes de moins de 10 000 habitants, une enquête de recensement portant sur toute la population est réalisée tous les cinq ans, les populations de référence des années intermédiaires étant quant à elles estimées par interpolation ou extrapolation. Pour la commune, le premier recensement exhaustif entrant dans le cadre du nouveau dispositif a été réalisé en 2008.
En 2022, la commune comptait 295 habitants, en évolution de +8,86 % par rapport à 2016 (Manche : −0,31 %, France hors Mayotte : +2,11 %).
La Godefroy a compté jusqu'à 297 habitants en 1861.
| 1793 | 1800 | 1806 | 1821 | 1831 | 1836 | 1841 | 1846 | 1851 |
| ---- | ---- | ---- | ---- | ---- | ---- | ---- | ---- | ---- |
| 246  | 279  | 262  | 282  | 259  | 284  | 290  | 271  | 294  |

| 1856 | 1861 | 1866 | 1872 | 1876 | 1881 | 1886 | 1891 | 1896 |
| ---- | ---- | ---- | ---- | ---- | ---- | ---- | ---- | ---- |
| 287  | 297  | 261  | 273  | 263  | 235  | 210  | 188  | 191  |

| 1901 | 1906 | 1911 | 1921 | 1926 | 1931 | 1936 | 1946 | 1954 |
| ---- | ---- | ---- | ---- | ---- | ---- | ---- | ---- | ---- |
| 194  | 207  | 199  | 158  | 185  | 176  | 196  | 167  | 157  |

| 1962 | 1968 | 1975 | 1982 | 1990 | 1999 | 2006 | 2008 | 2013 |
| ---- | ---- | ---- | ---- | ---- | ---- | ---- | ---- | ---- |
| 136  | 140  | 128  | 144  | 155  | 155  | 206  | 221  | 247  |

| 2018 | 2022 | - | - | - | - | - | - | - |
| ---- | ---- | - | - | - | - | - | - | - |
| 280  | 295  | - | - | - | - | - | - | - |

## Lieux et monuments
- Église Notre-Dame d'origine romane (XIe et XVIIe siècles) avec un appareil en arête-de-poisson dans la nef indiquant l'art roman. Elle abrite les statues (restaurées) de saint Denis et (XIVe), saint Michel (XIVe) endommagées ou cassées le 31 juillet 1944, ainsi que le chœur à la suite de la chute d'un avion sur l'église, des fonts baptismaux (XIXe), tabouret de chantre (XVIIe).
- If multiséculaire, croix de cimetière (XVIIIe siècle).
- Manoir du Plessis. Construit en 1706, il est remanié au XIXe siècle et a été occupé par les Allemands de 1940 à 1944. Il sert de nos jours de salle de réception.
- Deux croix de chemins en granit (XVIIe siècle).

L'église Notre-Dame
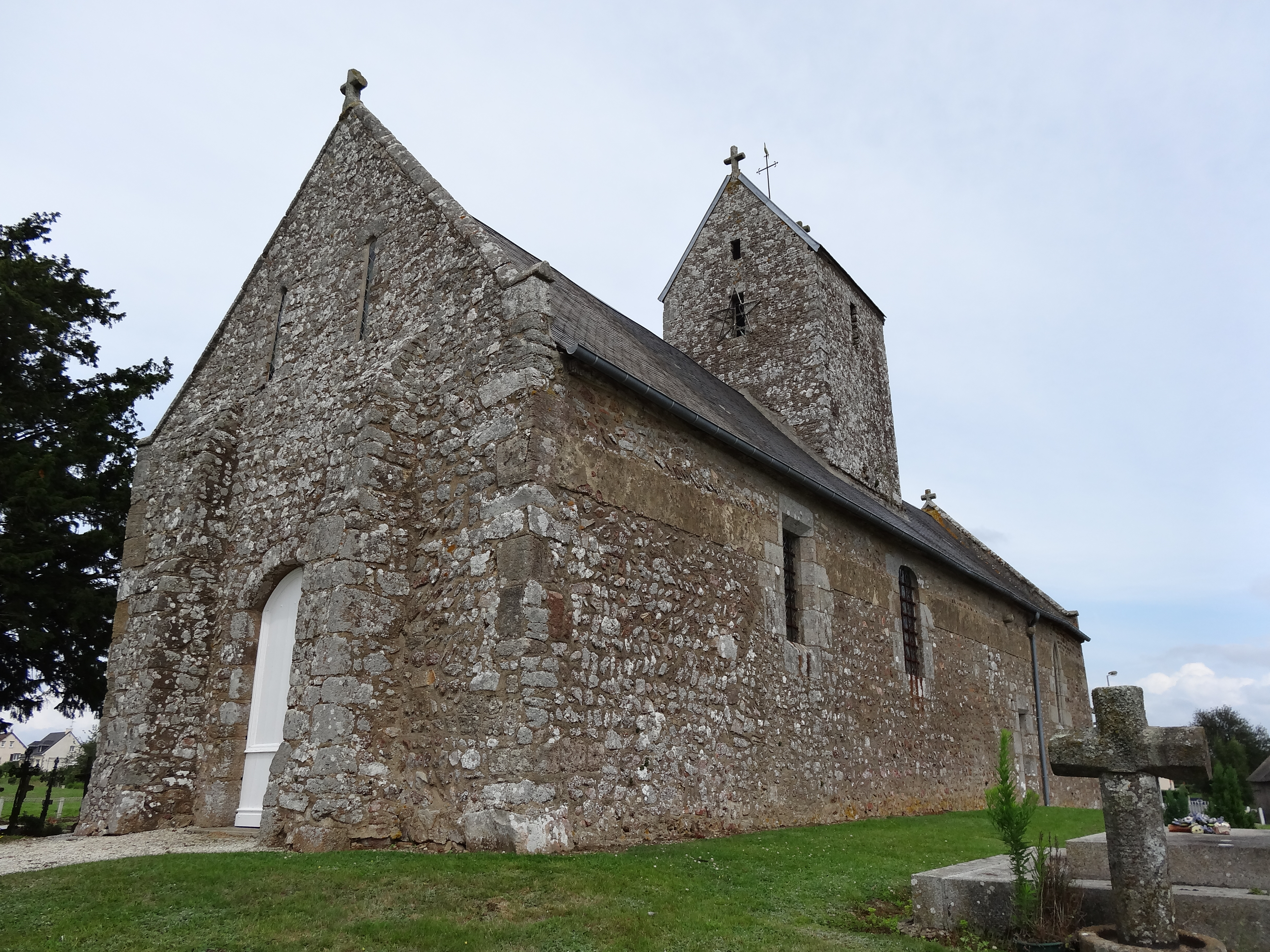
Vue sud-ouest.
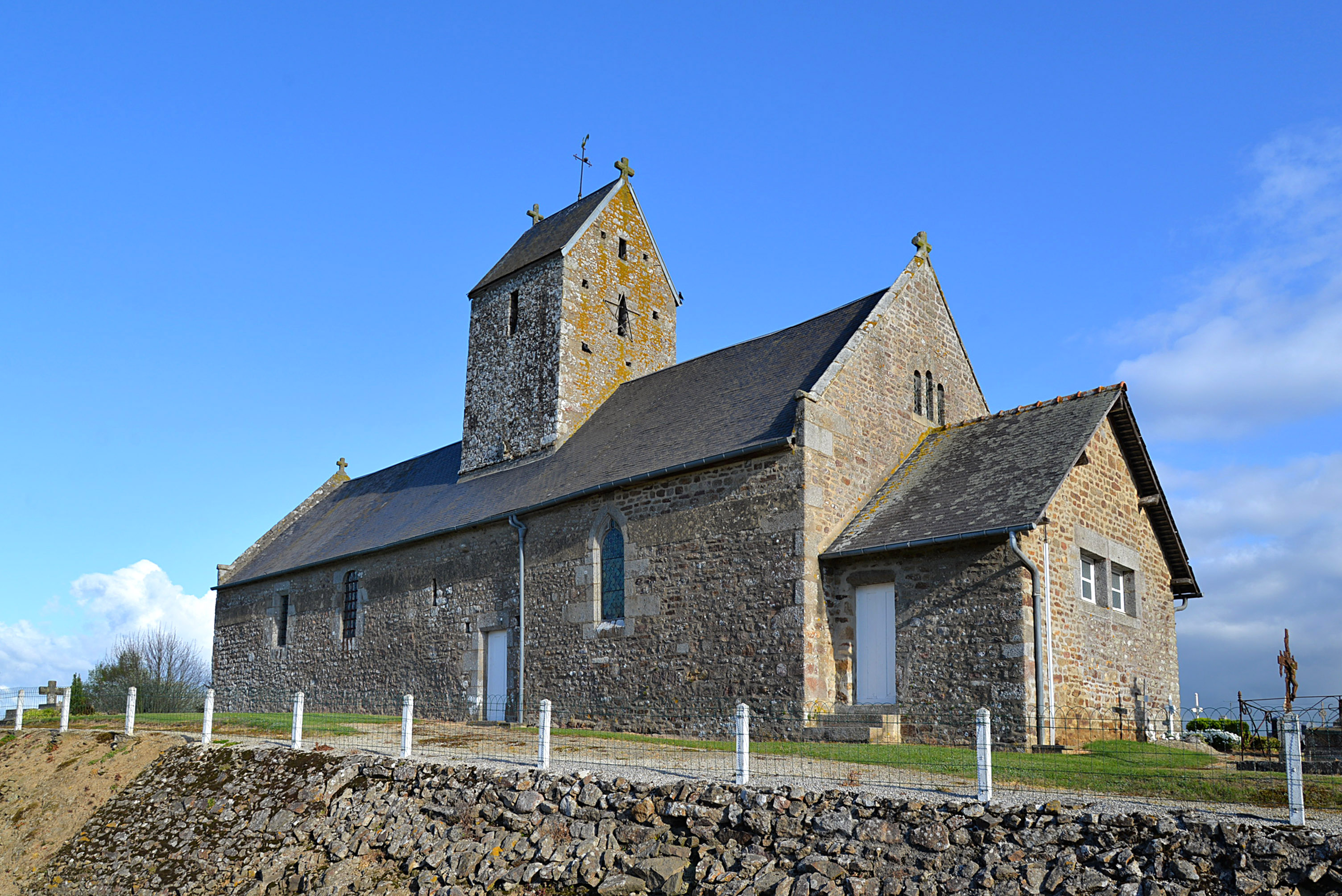
Vue sud-est.
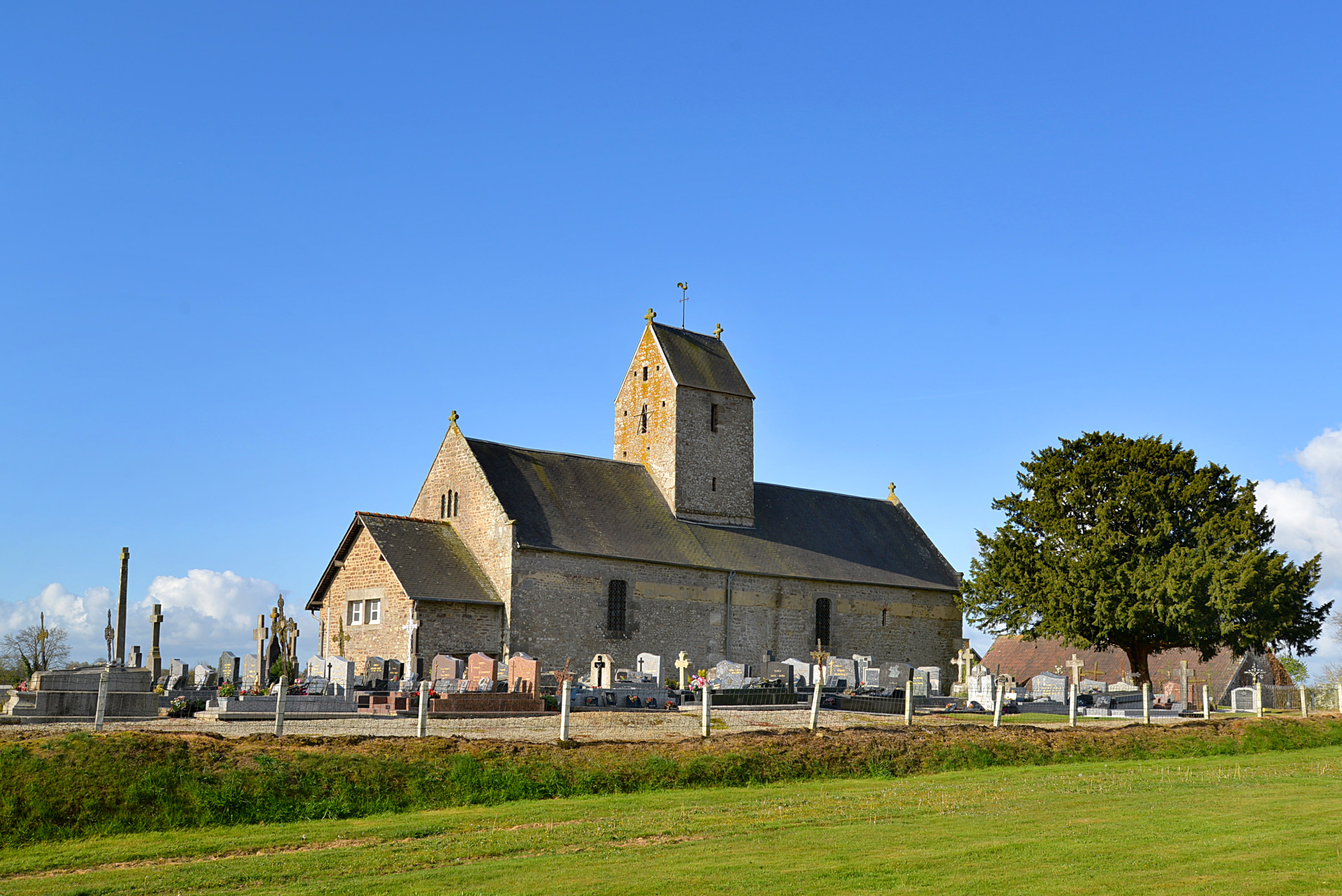
Vue nord-est.